# Teillet-Argenty
 Teillet-Argenty  es una población y comuna francesa, situada en la región de Auvernia, departamento de Allier, en el distrito de Montluçon y cantón de Montluçon-Sud.

## Demografía
| 536 | 528 | 458 | 448 | 474 | 472 |
| Para los censos de 1962 a 1999 la población legal corresponde a la población sin duplicidades (Fuente: INSEE [Consultar]) |     |     |     |     |     |